# Paco Sanz (futbolista)
Francisco Sanz Durán, más conocido como Paco Sanz  (Madrid, Comunidad de Madrid, España, 29 de noviembre de 1972), es un exfutbolista y directivo de fútbol español. Es hijo del que fuera presidente del Real Madrid Club de Fútbol Lorenzo Sanz y hermano de Fernando Sanz, futbolista del Málaga durante siete temporadas y que también presidió el equipo malaguista y de Lorenzo Sanz Durán, baloncestista y director técnico de la sección de baloncesto del Real Madrid durante un año.

## Trayectoria
Su posición natural en el terreno de juego fue de centrocampista. Inició su andadura futbolística en la cantera del Real Madrid, pasando por todos los escalafones hasta ser convocado para algún amistoso con el primer equipo. Formó parte de la Unión Española de Chile, equipo en el que jugó un año cedido junto con su hermano Fernando.
Con una modesta carrera como jugador, en la que en la mayoría de equipos prácticamente no jugó, se retiró sin cumplir los 30 años en el New York MetroStars equipo en el que jugó varios meses. Al igual que sus hermanos ha llegado a ser directivo, concretamente del Granada Club de Fútbol, equipo que presidió.

## Clubes
| Club                      | País   | Año       |
| ------------------------- | ------ | --------- |
| Real Madrid B             | España | 1993-1995 |
| → Unión Española (cedido) | Chile  | 1993      |
| Real Oviedo               | España | 1995-1996 |
| Racing de Santander       | España | 1996-1997 |
| Real Mallorca             | España | 1997-2000 |